# 窪島里歐
窪島里歐（羅馬化：Kuboshima Rio，1966年—），日本兒童文學作家。母親為作家角野榮子。

## 簡歷
1966年出生於東京。畢業於文化學院美術科。擅長兒童讀物的創作與翻譯。作品有《會說話的貓：達巴》系列（全10冊），譯著有《小老鼠的長夜》、《小老鼠的聖誕節》、《莎莉去山里》等。
她母親的作品《魔女宅急便》的靈感來自窪島里歐初中時畫的女巫插圖。

## 註腳
1. ↑  實際漢字姓名不詳，此處使用臺灣東雨文化於2007年使用之譯名